# ميدالية كولوم الجغرافية

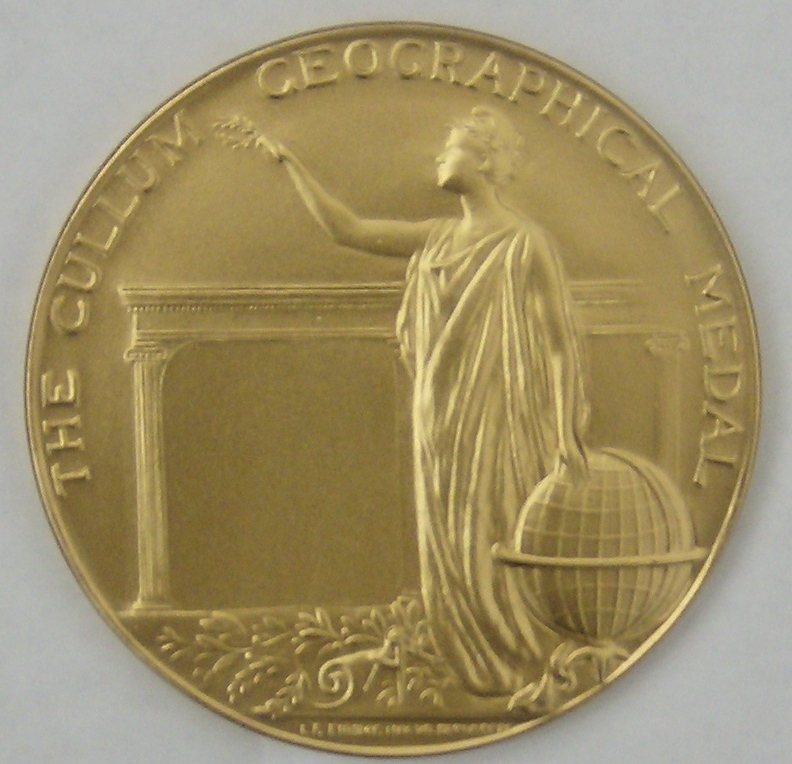
الوجه الأمامي

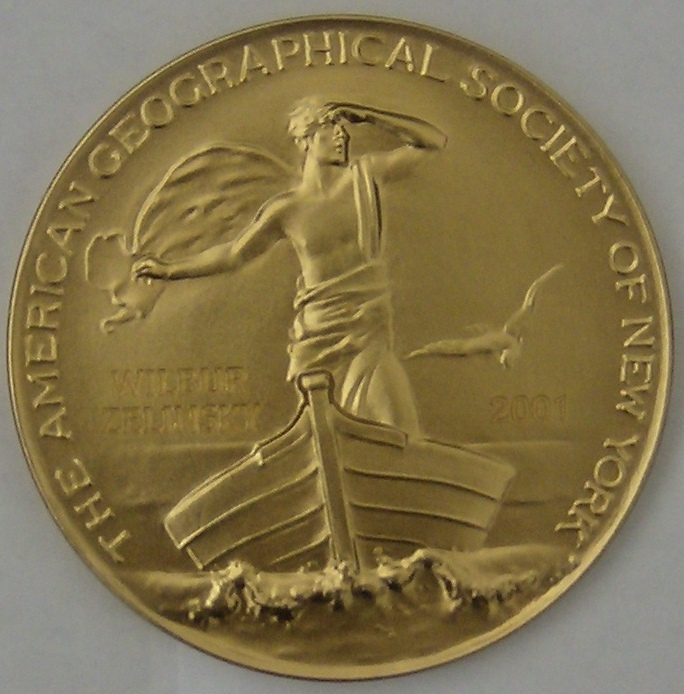
الوجه الخلفي

تعد ميدالية كولوم الجغرافية من أقدم الجوائز التي حصلت عليها الجمعية الجغرافية الأمريكية. تأسست بإرادة جورج واشنطن كولوم، نائب رئيس الجمعية، وتُمنح «لأولئك الذين يميزون أنفسهم بالاكتشافات الجغرافية أو في النهوض بالعلوم الجغرافية». تم منحه لأول مرة في عام 1896 لروبرت بيري. تم تصميم الميدالية الذهبية بواسطة ليديا فيلد أميت «في المقدمة صورة لشاب يقف في قوس قارب. لقد ألقى مجاديفه عند اكتشاف الأرض. وهو يغمض عينيه بيده بينما يتقدم القارب عبر الأمواج. نورس بحري يحوم وتشير إلى قرب الأرض. من المفترض أن يمثل الكل المشروع وروح الاستكشاف. نقش على وجه الميدالية: الجمعية الجغرافية الأمريكية في نيويورك». «على العكس، رمزًا للإنجاز والجائزة، يحمل شخصية أنثوية - كولومبيا، اليد اليسرى مستندة على الكرة الأرضية واليمين ممسكًا بإكليل من الغار. أسفل الذراع اليمنى يوجد لوح يحمل الرقم القياسي للإنجاز الذي من أجله تم تقديم الجائزة وعلى الجانب يوجد نقش: ميدالية كولوم الجغرافية».

## المستلمون
المصدر
American Geographical Society
- 1896: روبرت بيري
- 1897: فريدجوف نانسن
- 1899: جون موراي
- 1901: توماس سي ميندنهال
- 1902: أ. دونالدسون سميث
- 1903: الأميرال لويجي أمديو
- 1904: جورج فون نيوماير، سفين هيدين
- 1906: روبرت بيل، روبرت فالكون سكوت
- 1908: ويليام ديفيس
- 1909: فرانسيسكو مورينو، إرنست شاكلتون
- 1910: هيرمان واجنر
- 1911: جان بابتيست شاركو
- 1914: جون سكوت كيلتي، إلين تشرشل سمبل
- 1917: جورج دبليو جوثالز
- 1918: فريدريك هاينز نيويل
- 1919: إيمانويل دي مارجري، هنري فيرفيلد أوزبورن
- 1921: ألبرت الأول أمير موناكو
- 1922: إدوارد أ. ريفز
- 1924: جوفان تشفيجيتش
- 1925: لوسيان جالوا، هارفي سي هايز، بيدرو سي سانشيز
- 1929: جان برونز، ألفريد هيتنر، هيو روبرت ميل، جول دي شوكالسكي
- 1930: كورتيس ف. ماربوت
- 1931: مارك جيفرسون (جغرافي)
- 1932: بيرترام توماس
- 1935: دوجلاس جونسون
- 1938: لويز ارنر بويد
- 1939: إيمانويل دي مارتون
- 1940: روبرت كاشمان ميرفي
- 1943: آرثر روبرت هينكس
- 1948: هيو هاموند بينيت
- 1950: هانز فيلهلمسون أهلمان
- 1952: روبرتو الماجيا
- 1954: 1953 رحلة استكشافية بريطانية لجبل إيفرست
- 1956: جي راسل سميث
- 1958: سي دبليو ثورنثويت
- 1959: ألبرت ب
- 1961: موريس إوينج
- 1962: ريتشارد جويل راسل
- 1963: راشيل كارسون
- 1964: جون ليلي
- 1965: كيرتلي ف.ماذر
- 1967: بيتر هاجيت
- 1968: لونا ليوبولد
- 1969: نيل أرمسترونج، باز ألدرين، مايكل كولينز
- 1973: بروس هيزن
- 1975: رينيه دوبوس
- 1985: تشونسي هاريس
- 1987: كينيث هير، يي فو توان
- 1989: إم جوردون وولمان
- 1997: ملفين جي ماركوس
- 1999: جاك دنجرموند، ديفيد لوينثال
- 2001: ويلبر زيلينسكي
- 2009: بيتر سميث، ماثيو هينسون[2]
- 2014: لي شوارتز
- 2020: جيروم دوبسون
- 2021: لورا بوليدو[3]

## قرآءة متعمقة
رايت، جون كيرتلاند (1952)، الجغرافيا في طور الإعداد: الجمعية الجغرافية الأمريكية، 1851-1951، نيويورك: الجمعية الجغرافية الأمريكية.

## روابط خارجية
http://americangeo.org/the-cullum-geographical-medal}}